# Liga Mexicana del Pacífico 1968-69
La Temporada 1968-69 de la Liga Mexicana del Pacífico fue la 11.ª edición, llevó el nombre de Florencio Zaragoza Maytorena y comenzó el 10 de octubre de 1968.
Se presentó un nuevo sistema de competencia y el calendario se redujo, pasando de 94 a 62 juegos.
La temporada finalizó el 7 de enero de 1969, con la coronación de los Cañeros de Los Mochis por haber obtenido el mayor número de puntos durante el rol regular y haber ganado el round robin.

## Sistema de competencia

### Temporada regular
La temporada regular se dividió en dos vueltas, abarcando un total de 62 juegos a disputarse para cada uno de los seis clubes. Al término de cada mitad, se asigna un puntaje que va de 1 a 6 puntos en forma ascendente, según la clasificación (standing) general de cada club. El equipo con mayor puntaje se denomina campeón del rol regular. A continuación se muestra la distribución de dicho puntaje:
- Primera posición: 6 puntos
- Segunda: 5 puntos
- Tercera: 4 puntos
- Cuarta: 3 puntos
- Quinta: 2 puntos
- Sexta: 1 puntos

### Postemporada
Tras el término de la segunda vuelta, los cuatro equipos con mayor puntaje sobre la base de las dos mitades de la temporada regular pasan a la etapa denominada postemporada (round robin). En esta etapa, los equipos se enfrentan todos contra todos un total de 18 juegos, el equipo con mayor número de juegos ganados se denomina campeón de round robin. 

### Final
En caso de que el campeón del rol regular sea diferente del campeón del round robin, se jugaría una serie final a ganar 3 de 5 juegos.

## Calendario
- Número de Juegos: 62 juegos

## Equipos participantes
| Liga Mexicana del Pacífico 1968-69 |           |                     |                        |                         |           |
| Equipo                             | Fundación | Mánager             | Ciudad                 | Estadio                 | Capacidad |
| Cañeros de Los Mochis              | 1947      | Benjamín Valenzuela | Los Mochis, Sinaloa    | Mochis                  | 6,000     |
| Naranjeros de Hermosillo           | 1944      | Por definir         | Hermosillo, Sonora     | Fernando M. Ortiz       | 5,000     |
| Ostioneros de Guaymas              | 1945      | Guillermo Frayde    | Guaymas, Sonora        | "Abelardo L. Rodríguez" | 5,000     |
| Tomateros de Culiacán              | 1965      | Vinicio García      | Culiacán, Sinaloa      | General Ángel Flores    | 4,000     |
| Venados de Mazatlán                | 1945      | Por definir         | Mazatlán, Sinaloa      | Teodoro Mariscal        | 4,000     |
| Yaquis de Ciudad Obregón           | 1947      | Manuel Magallón     | Ciudad Obregón, Sonora | Álvaro Obregón          | ***       |

## Standings

### Primera Vuelta
| Equipos                  | JJ | JG | JP | JE | JV   | PCT  | PTS |
| ------------------------ | -- | -- | -- | -- | ---- | ---- | --- |
| Yaquis de Ciudad Obregón | 32 | 20 | 10 | 2  | -    | .667 | 6   |
| Cañeros de Los Mochis    | 32 | 19 | 13 | -  | 2.0  | .594 | 5   |
| Venados de Mazatlán      | 32 | 15 | 12 | 5  | 3.5  | .556 | 4   |
| Tomateros de Culiacán    | 32 | 15 | 15 | 2  | 5.0  | .500 | 3   |
| Naranjeros de Hermosillo | 32 | 15 | 16 | 1  | 5.5  | .484 | 2   |
| Ostioneros de Guaymas    | 32 | 7  | 25 | -  | 14.0 | .219 | 1   |

### Segunda Vuelta
| Equipos                  | JJ | JG | JP | JE | JV  | PCT  | PTS |
| ------------------------ | -- | -- | -- | -- | --- | ---- | --- |
| Ostioneros de Guaymas    | 29 | 16 | 11 | 2  | -   | .593 | 6   |
| Naranjeros de Hermosillo | 30 | 16 | 12 | 2  | 0.5 | .571 | 5   |
| Cañeros de Los Mochis    | 30 | 16 | 14 | -  | 1.5 | .533 | 4   |
| Tomateros de Culiacán    | 30 | 15 | 15 | -  | 2.5 | .500 | 3   |
| Yaquis de Ciudad Obregón | 30 | 14 | 16 | -  | 3.5 | .467 | 2   |
| Venados de Mazatlán      | 29 | 10 | 19 | -  | 7.0 | .345 | 1   |

### General
| Equipos                  | JJ | JG | JP | JE | JV   | PCT  | PTS |
| ------------------------ | -- | -- | -- | -- | ---- | ---- | --- |
| Cañeros de Los Mochis    | 62 | 35 | 27 | -  | -    | .564 | 9   |
| Yaquis de Ciudad Obregón | 62 | 34 | 26 | 2  | 1.0  | .567 | 8   |
| Naranjeros de Hermosillo | 62 | 31 | 28 | 3  | 2.5  | .525 | 7   |
| Ostioneros de Guaymas    | 61 | 23 | 36 | 2  | 11.0 | .389 | 7   |
| Tomateros de Culiacán    | 62 | 30 | 30 | 2  | 4.0  | .500 | 6   |
| Venados de Mazatlán      | 61 | 25 | 31 | 5  | 7.5  | .446 | 5   |

| Campeón del rol regular |

Nota: El empate entre Hermosillo y Guaymas se definió por el criterio de mejor porcentaje de ganados y perdidos.

## Postemporada (Round Robin)
| Equipos                  | JJ | JG | JP | JE | JV  | PCT  |
| ------------------------ | -- | -- | -- | -- | --- | ---- |
| Cañeros de Los Mochis    | 18 | 11 | 6  | 1  | -   | .647 |
| Yaquis de Ciudad Obregón | 18 | 9  | 9  | -  | 2.5 | .500 |
| Naranjeros de Hermosillo | 18 | 8  | 9  | 1  | 3.0 | .471 |
| Ostioneros de Guaymas    | 18 | 7  | 11 | -  | 4.5 | .389 |

| Campeón del Round Robin |

Nota: El equipo de Los Mochis fue campeón por haber obtenido el mayor número de puntos durante el rol regular y haber ganado el round robin.

## Cuadro de honor
| Equipos                  | Posición   |
| ------------------------ | ---------- |
| Cañeros de Los Mochis    | Campeón    |
| Yaquis de Ciudad Obregón | Subcampeón |
| Naranjeros de Hermosillo | 3° Lugar   |
| Ostioneros de Guaymas    | 4° Lugar   |
| Tomateros de Culiacán    | 5° Lugar   |
| Venados de Mazatlán      | 6° Lugar   |

## Designaciones
A continuación se muestran a los jugadores más valiosos de la temporada.
| Designación         | Ganador             | Equipo                   |
| ------------------- | ------------------- | ------------------------ |
| Jugador Más Valioso | Don Secrist         | Cañeros de Los Mochis    |
| Pitcher del Año     | Don Secrist         | Cañeros de Los Mochis    |
| Novato del año      | Luis Lagunas        | Yaquis de Ciudad Obregón |
| Mánager del Año     | Benjamín Valenzuela | Cañeros de Los Mochis    |
| Mánager Campeón     | Benjamín Valenzuela | Cañeros de Los Mochis    |
| Campeón de Bateo    | Gabriel Lugo        | Cañeros de Los Mochis    |
| Campeón de Pitcheo  | Vicente Romo        | Ostioneros de Guaymas    |